# Léon Houa
Léon Houa (Lieja, 8 de novembre de 1867 - Bressoux, 31 de gener de 1918) va ser un ciclista belga que va córrer a finals del segle xix.
Guanyà les tres primeres edicions de la Lieja-Bastogne-Lieja, el 1892, el 1893 i el 1894. El 1896 deixà el ciclisme per dedicar-se a l'automobilisme.

## Palmarès
- 1892 (amateur)
  - 1r de la Lieja-Bastogne-Lieja
- 1893 (amateur)
  -  Campió de Bèlgica en ruta
  - 1r de la Lieja-Bastogne-Lieja
- 1894 (professional)
  -  Campió de Bèlgica en ruta
  - 1r de la Lieja-Bastogne-Lieja
- 1896
  - 1r a Maastricht